# Молонгло (річка)
Молонгло — річка в Австралії є однією з основних річок штату Новий Південний Уельс та Австралійська столична територія. Є частиною водозбірного басейну Маррамбіджі.

## Опис
Річка бере початок на західній стороні Великого Вододільного хребта, в державному лісі Таллаганда на висоті 1130 метрів і тече в основному з півдня на північ, перш ніж повернути на північний захід, через Карвулу та околиці Квінбеяна, де вона впадає в головний притока, річка Квінбеян, а потім продовжується через Канберру, де вона була перегороджена дамбою Скрівенер, щоб утворити озеро Берлі Гріффін. Потім річка тече до гирла з річкою Мурумбіджі, поблизу перетину Уріарра. Протягом 115 кілометрів річка Молонгло кілька разів чергується між довгими широкими заплавами та вузькими скелястими ущелинами. Одна з цих заплав називається рівниною Молонгло.

## Назва
Назва річки була записана як "Yeal-am-bid-gie" у 1820 році дослідником Чарльзом Тросбі. Ймовірно, це була загальна місцева назва річки Мулінггола. (Суфікс «біджі» був поширеним у мовах аборигенів для річок у районі Канберри та, ймовірно, означає «вода» або «річка».) Народ Мулінггола з району навколо Капітан-Флет, ймовірно, дав назву Молонгло. 